# NGC 3306
NGC 3306 (другие обозначения — UGC 5774, MCG 2-27-32, ZWG 65.68, IRAS10345+1254, PGC 31528) — галактика в созвездии Лев.
Этот объект входит в число перечисленных в оригинальной редакции «Нового общего каталога».
В галактике вспыхнула сверхновая SN 2002hg типа II, её пиковая видимая звездная величина составила 17,0.
Галактика NGC 3306 входит в состав группы галактик NGC 3306. Помимо NGC 3306 в группу также входят NGC 3300, UGC 5695, UGC 5739, UGC 5758, UGC 5760 и UGC 5781.